# Diurocoris
Diurocoris is een geslacht van wantsen uit de familie van de Reduviidae (Roofwantsen). Het geslacht werd voor het eerst wetenschappelijk beschreven door Maa & Lin in 1956.

## Soorten
Het genus bevat de volgende soorten:

- Diurocoris nakabayashii (Sonan, 1937)
- Diurocoris thailandicus Kormilev, 1984
- Diurocoris truncatus Kormilev, 1962